# Paulina Bryś
Paulina Bryś (née Gomułka le 9 mars 1984 à Barcice Dolne) est une joueuse de volley-ball polonaise. Elle mesure 1,84 m et joue au poste d'attaquante. 

## Clubs
| Club                | De        | À         |
| ------------------- | --------- | --------- |
| Gwardia Wrocław     | 2004-2005 | 2006-2007 |
| AZS AWF Poznań      | 2007-2008 | 2007-2008 |
| VfB Suhl            | 2008-2009 | 2009-2010 |
| VT Aurubis Hambourg | 2010-2011 | 2012-2013 |
| VfL Oythe           | 2013-2014 | …         |

## Palmarès

### Équipe nationale
- Championnat d'Europe des moins de 20 ans
  - Vainqueur : 2002.

### Clubs
- Coupe d'Allemagne
  - Finaliste: 2010.